# Robert Drinan

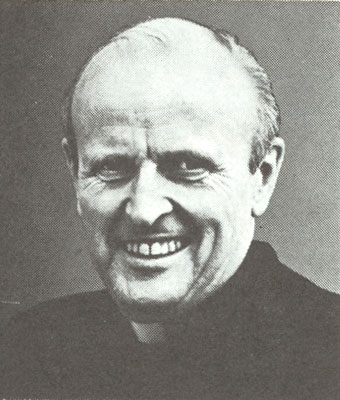
Robert Drinan

Robert Frederick Drinan (* 15. November 1920 in Boston, Massachusetts; † 28. Januar 2007 in Washington, D.C.) war ein US-amerikanischer Politiker, römisch-katholischer Ordenspriester und Juraprofessor.

## Leben
Drinan wuchs in Boston auf. 1942 schloss er seinen Master am Boston College ab und trat dem Jesuitenorden bei. 1950 beendete er seinen Master of Laws an der Georgetown University. 1954 erhielt er die Doktorwürde in Theologie an der Päpstlichen Universität Gregoriana. 1955 wurde er Professor für Familienrecht an der Law School des Boston College. 1956 wurde er dort zum Dekan gewählt und blieb es bis 1969. Von 1969 bis 1970 war er Kanzler am Boston College.
1970 beendete Drinan seine Tätigkeit an der Boston College Law School und gewann für die Demokratische Partei, als Teil einer den Vietnamkrieg ablehnenden Plattform, in Massachusetts bei der Wahl zum Kongress der Vereinigten Staaten ein Abgeordnetenmandat. Der Wahlgewinn gegen einen erfahrenen Gegenkandidaten war dabei zum damaligen Zeitpunkt eine große Überraschung.
Er wurde viermal wiedergewählt und war bis 1980 Abgeordneter. Drinan war neben Robert John Cornell einer der beiden einzigen römisch-katholischen Priester im Kongress. Im Juli 1973 war er im Kongress der erste Abgeordnete, der eine Resolution für ein Amtsenthebungsverfahren gegen Präsident Richard Nixon einbrachte. Er war zudem einer der wenigen Politiker, die sich 1975 gegen den Militäreinsatz beim Mayaguez-Zwischenfall aussprachen. Drinan kritisierte Schwangerschaftsabbrüche, befürwortete jedoch das gesetzliche Recht zu Schwangerschaftsabbrüchen sowohl während seiner Parlamentstätigkeit als auch publizistisch danach (Pro-Choice), weswegen sich religiöse Konservative für eine Verhinderung seiner Abgeordnetentätigkeit aussprachen. 1980 wurde von Papst Johannes Paul II. in einem päpstlichen Dekret für Priester der Verzicht auf politische Ämter gefordert, woraufhin Drinan sich unzufrieden äußerte, aber der Forderung nachgab und sich nicht mehr zur Wiederwahl stellte.
Von 1981 bis 2007 war er Juraprofessor an der Law School der Georgetown University, Themenschwerpunkte Rechtsethik (Legal ethics) und internationale Menschenrechte, und gründete dort das Georgetown Journal of Legal Ethics.

## Mitgliedschaften
Drinan war Mitglied der American Bar Association und wirkte als Direktoriumsmitglied unter anderem in den Menschenrechtsorganisationen Human Rights First und International League for Human Rights mit. Außerdem unterstützte er als Direktoriumsmitglied die Demokratie fördernde Organisation Americans for Democratic Action und das  International Labor Rights Forum. 1966 wurde er in die American Academy of Arts and Sciences gewählt.